# WTA Tour Championships 2010
El Sony Ericsson WTA Tour Championships 2010 se celebró en Doha, Catar desde el 26 hasta el 31 de octubre de 2010.
La defensora del título en individuales es la estadounidense Serena Williams, mientras que en la modalidad de dobles defienden campeonato la pareja española formada por Nuria Llagostera y María José Martínez.

## Individuales

### Jugadoras clasificadas
| Ranking WTA Race (al 25 de octubre de 2010) | Ranking WTA Race (al 25 de octubre de 2010) | Ranking WTA Race (al 25 de octubre de 2010) | Ranking WTA Race (al 25 de octubre de 2010) | Ranking WTA Race (al 25 de octubre de 2010) |
| Ranking                                     | Jugadora                                    | Puntos                                      | Torneos                                     | Fecha de clasificación                      |
| ------------------------------------------- | ------------------------------------------- | ------------------------------------------- | ------------------------------------------- | ------------------------------------------- |
| 1                                           | Caroline Wozniacki                          | 7.270                                       | 21                                          | 29 de septiembre                            |
| 2                                           | Vera Zvonareva                              | 6.096                                       | 18                                          | 1 de octubre                                |
| 3                                           | Kim Clijsters                               | 5.295                                       | 13                                          | 2 de octubre                                |
| 4                                           | Francesca Schiavone                         | 4.595                                       | 21                                          | 6 de octubre                                |
| 5                                           | Samantha Stosur                             | 4.572                                       | 18                                          | 6 de octubre                                |
| 6                                           | Jelena Janković                             | 4.236                                       | 20                                          | 9 de octubre                                |
| 7                                           | Elena Dementieva                            | 4.085                                       | 20                                          | 9 de octubre                                |
| 8                                           | Victoria Azarenka                           | 3.935                                       | 20                                          | 20 de octubre                               |

- Serena Williams se clasificó en tercera posición, pero no participará en el torneo debido a una lesión en el pie derecho.
- Venus Williams se clasificó en quinta posición, pero no participará en el torneo debido a una lesión en la rodilla izquierda.

### Fase de grupos

#### Grupo Marrón
| Ranking | Jugadora            | Wozniacki     | Schiavone     | Stosur           | Dementieva       | Partidos G–P | Sets G–P | Games G–P | Posición |
| ------- | ------------------- | ------------- | ------------- | ---------------- | ---------------- | ------------ | -------- | --------- | -------- |
| 1       | Caroline Wozniacki  |               | 3-6, 6-1, 6-1 | 4-6, 3-6         | 6-1, 6-1         | 2-1          | 4-3      | 34-22     | 2        |
| 4       | Francesca Schiavone | 6-3, 1-6, 1-6 |               | 4-6, 4-6         | 6-4, 6-2         | 1-2          | 3-4      | 28-33     | 3        |
| 5       | Samantha Stosur     | 6-4, 6-3      | 6-4, 6-4      |                  | 6-4, 4-6, 6-7(4) | 2-1          | 5-2      | 40-32     | 1        |
| 7       | Elena Dementieva    | 1-6, 1-6      | 4-6, 2-6      | 4-6, 6-4, 7-6(4) |                  | 1-2          | 2-5      | 25-40     | 4        |

#### Grupo Blanco
| Ranking | Jugadora          | Zvonareva   | Clijsters     | Janković | Azarenka      | Partidos G–P | Sets G–P | Games G–P | Posición |
| ------- | ----------------- | ----------- | ------------- | -------- | ------------- | ------------ | -------- | --------- | -------- |
| 2       | Vera Zvonareva    |             | 6-4, 7-5      | 6-3, 6-0 | 7-6(4), 6-4   | 3-0          | 6-0      | 38-22     | 1        |
| 3       | Kim Clijsters     | 4-6, 5-7    |               | 6-2, 6-3 | 6-4, 5-7, 6-1 | 2-1          | 4-3      | 38-30     | 2        |
| 6       | Jelena Janković   | 3-6, 0-6    | 2-6, 3-6      |          | 4-6, 1-6      | 0-3          | 0-6      | 13-36     | 4        |
| 8       | Victoria Azarenka | 6-7(4), 4-6 | 4-6, 7-5, 1-6 | 6-4, 6-1 |               | 1-2          | 3-4      | 34-35     | 3        |

### Cuadro final
|  | Semifinales | Semifinales        | Semifinales | Semifinales   | Semifinales |   |                    | Final | Final | Final | Final | Final |  |
|  |             |                    |             |               |             |   |                    |       |       |       |       |       |  |
|  |             |                    |             |               |             |   |                    |       |       |       |       |       |  |
|  | 1           | Caroline Wozniacki | 7           | 6             |             |   |                    |       |       |       |       |       |  |
|  | 1           | Caroline Wozniacki | 7           | 6             |             |   |                    |       |       |       |       |       |  |
|  | 2           | Vera Zvonareva     | 5           | 0             |             |   |                    |       |       |       |       |       |  |
|  | 2           | Vera Zvonareva     | 5           | 0             |             | 1 | Caroline Wozniacki | 3     | 7     | 3     |       |       |  |
|  |             |                    |             |               |             | 1 | Caroline Wozniacki | 3     | 7     | 3     |       |       |  |
|  |             |                    | 3           | Kim Clijsters | 6           | 5 | 6                  |       |       |       |       |       |  |
|  | 3           | Kim Clijsters      | 3           | Kim Clijsters | 6           | 5 | 6                  | 7     | 6     |       |       |       |  |
|  | 3           | Kim Clijsters      |             |               |             |   |                    | 7     | 6     |       |       |       |  |
|  | 5           | Samantha Stosur    | 63          | 1             |             |   |                    |       |       |       |       |       |  |
|  | 5           | Samantha Stosur    | 63          | 1             |             |   |                    |       |       |       |       |       |  |
|  |             |                    |             |               |             |   |                    |       |       |       |       |       |  |

## Dobles

### Jugadoras clasificadas
| Ranking WTA Race (al 25 de octubre de 2010) | Ranking WTA Race (al 25 de octubre de 2010) | Ranking WTA Race (al 25 de octubre de 2010) | Ranking WTA Race (al 25 de octubre de 2010) | Ranking WTA Race (al 25 de octubre de 2010) |
| Ranking                                     | Jugadoras                                   | Puntos                                      | Torneos                                     | Fecha de clasificación                      |
| ------------------------------------------- | ------------------------------------------- | ------------------------------------------- | ------------------------------------------- | ------------------------------------------- |
| 1                                           | Gisela Dulko Flavia Pennetta                | 8.581                                       | 16                                          | 14 de septiembre                            |
| 2                                           | Kveta Peschke Katarina Srebotnik            | 6.596                                       | 17                                          | 29 de septiembre                            |
| 3                                           | Lisa Raymond Rennae Stubbs                  | 5.104                                       | 18                                          | 7 de octubre                                |
| 4                                           | Vania King Yaroslava Shvedova               | 4.978                                       | 10                                          | 7 de octubre                                |

- Serena Williams y Venus Williams se clasificaron en tercer lugar, pero no participarán en el torneo debido a sus respectivas lesiones.